# 风险改良烟草产品
风险改良烟草产品(Modified risk tobacco product)是指在美国被营销的任何烟草产品，可宣称其能降低使用烟品的危害或烟品相关疾病的风险:。根据美国联邦《家庭吸烟预防与烟草控制法》（Family Smoking Prevention and Tobacco Control Act），其授予美国食品及药物管理局管理烟草产品的权力，使FDA得以同意或拒绝风险改良烟草产品申请案。

## 简介
由美国食品药物管理局负责审查的「风险改良烟草产品申请」(Modified Risk Tobacco Product Application):，是指烟草产品在美国营销时，是否可以宣称该产品可以降低与烟品相关疾病风险，或宣称降低人体对于有害物质的接触之申请。
风险改良烟草产品申请若通过，可分为「降低风险」或「降低人体接触有害物质」两种许可令。

## 审查重点
一、宣称「降低风险」的许可令:
根据美国联邦食品药物化妆品法案第911(g)(1) 宣称「降低风险」的许可令: 申请者必须证明该产品显著地降低了烟品相关疾病及危害与风险，且在考虑烟品使用者及非用户后，确认该产品有益于整体人口的健康。凡符合者，美国食品药物管理局得颁布降低风险之宣称许可令，申请者可以宣称该产品能降低烟品相关疾病及危害与风险。
二、宣称「降低人体接触有害物质」的许可令:
根据美国联邦食品药物化妆品法案第911(g)(2)宣称「降低人体接触有害物质」的许可令: 若缺乏长期流行病学研究支持该产品降低危害与风险，申请者必须证明该产品显著地降低了人体对于有害物质的接触，以及在后续研究上，合理的具有降低烟品相关疾病的发病率及死亡率之潜力。凡符合者，美国食品药物管理局得颁布降低人体接触有害物质之宣称许可令，申请者可以宣称该产品能降低人体对于有害物质的接触。

## 历年通过审查之产品
目前通过美国食品药物管理局的风险改良烟草产品审查的产品有
一、	瑞典火柴公司的口含烟 Snus (2019年10月22日)
美國FDA聲明指出，瑞典火柴公司可將口含菸Snus以相較吸菸更少危害之宣稱在美國行銷產品。這是第一個在美國販售的菸草產品，得廣告該產品取替香菸使您罹患口腔癌、心臟病、肺癌、中風、肺氣腫和慢性支氣管炎的風險降低。美國FDA強調，所有菸草產品都可能有害並具上癮性，不使用菸草產品的人應避免使用它們。
二、	菲利普莫里斯国际的IQOS加热式烟草系统和三款烟草棒 (2020年7月7日)
菲利普莫里斯国际2016年12月5日遞交風險改良菸草產品申請案。美國FDA聲明指出，現有證據顯示，IQOS相較於傳統香菸，產生較少的有害物質和可能有害物質。FDA還引用科學研究指出，從抽傳統香菸完全換成抽IQOS後，吸菸者接觸到的有害化學物質顯著降低。FDA也強調，加熱菸並非絕對安全的產品，因此建議沒有使用菸草產品的民眾，特別是年輕人，最好不要吸食加熱菸或其他相關菸草產品。

## 外部連結
- Snus產品網頁 （页面存档备份，存于）
- IQOS產品網頁 （页面存档备份，存于）